# 马西莫·毛罗
马西莫·毛罗（義大利語：Massimo Mauro，1962年5月24日—），意大利前男子足球运动员，司职中场。他曾代表意大利国奥队参加1988年夏季奥林匹克运动会足球比赛，获得第4名。